# Abd al-Fattáh as-Sísí
Abd al-Fattáh Sa‘íd Husajn Chalíl as-Sísí (arabsky عبد الفتاح سعيد حسين خليل السيسي‎; * 19. listopadu 1954 Káhira) je egyptský prezident úřadující od června 2014.

## Život
Původně byl jako voják z povolání náčelníkem generálního štábu egyptských ozbrojených sil a zároveň ministrem obrany a vojenské výroby ve vládě premiéra Hišáma Kandíla. As-Sísí nařídil 3. července 2013 sesadit po masových nepokojích prezidenta Muhammada Mursího z řad Muslimského bratrstva; od těch dob zastával vedle funkce ministra obrany i funkci prvního místopředsedy vlády v kabinetu Házima al-Biblávího. Dne 27. ledna 2014 byla ohlášena Sísího kandidatura na egyptského prezidenta v rámci voleb plánovaných na květen. Biblávího vláda podala 24. února demisi, aby maršálovu prezidentskou kandidaturu podpořila. Prezidentské volby Sísí s velkým náskokem vyhrál. Po složení přísahy 8. června 2014 se stal egyptským prezidentem.
V lednu 2018 oznámil záměr obhájit svůj mandát i v dalším čtyřletém období. Už před potvrzením kandidatury byl považován za hlavního favorita. Volby se konaly od 26. do 28. března, Sísí v nich měl jen jediného oponenta, kterým byl téměř neznámý politik a vládní podporovatel Músa Mustafa Músa. Již předtím museli své kampaně přerušit někteří vážnější zájemci, kteří čelili zastrašování nebo jim úřady kandidaturu přímo zamítly. Podle předběžných výsledků jasně zvítězil Sísí s 21,5 miliony hlasů. Přes milion hlasů, tedy podstatně více než Músa, získal v těchto volbách Mohamed Salah. Stalo se tak proto, že někteří lidé nesouhlasili ani s jedním z kandidátů, oba přeškrtli a napsali na lístek fotbalistovo jméno. Oficiálně získal Sísí při 41% účasti přes 97 % platných hlasů a do druhého funkčního vstoupil 2. června 2018.
Dne 16. dubna 2019 schválil egyptský parlament změnu ústavy, díky níž bude teoreticky Sísí moct vládnout až do roku 2030. Otázka změny ústavy byla následně předložena občanům v referendu. Ti ji při 44% účasti schválili více než 88 % hlasů. Prezidentův mandát byl prodloužen ze čtyř na šest let, tedy ten současný Sísího do roku 2024. Poté může být zvolen ještě jednou na další šestileté období.

## Mezinárodní pověst
Závěry Rady pro zahraniční věci EU ze dne 21. srpna 2013 uvádí, že členské státy se dohodly, že v případě Egypta pozastaví licence k vývozu veškerého vybavení, které může být použito k vnitřním represím, a provedou přezkum své spolupráce s Egyptem v oblasti bezpečnosti.
Evropský parlament vydal 10. března 2016 usnesení, ve kterém odsoudil umučení Giulia Regeniho jako další na dlouhém seznamu nucených zmizení, k nimž došlo v Egyptě od července 2013 a které se setkávají s beztrestností. Ohledně Regeniho umučení italský ministr zahraničních věcí Paolo Gentiloni uvedl, že jeho tělo vykazovalo známky „nehumánního, zvířecího, nepřijatelného násilí“.
Zmíněné usnesení Evropského parlamentu připomíná též, že od července 2013 bylo podle egyptských orgánů zadrženo více než 22 000 osob. Následně vyzývá k okamžitému a bezpodmínečnému propuštění všech osob zadržovaných a odsouzených pouze na základě toho, že uplatňovaly své právo na svobodu projevu a pokojné shromažďování.
Sísího režim porušoval lidská práva a prováděl represivní politiku vůči všem odpůrcům režimu. V roce 2020 bylo v Egyptě vězněno více než 60,000 politických vězňů.
Český velvyslanec v Káhiře pozval generála as-Sísího na zahájení výstavy v Národním muzeum v Praze plánované na červen 2020. Ředitel muzea Michal Lukeš as-Sísího účast veřejně podpořil.
David Sassoli, předseda Evropského parlamentu, požádal dne 12. února 2020 okamžité propuštění studenta Patricka Zakiho, boloňského studenta Erasmus Mundus, kterého zatkli na letišti v Káhiře dne 7. února hned po příletu z Boloni. Zaki se vracel domů, aby navštívil rodinu. Dne 8. prosince 2021 byl propuštěn z vazby a čeká na další jednání soudu.
Během války Izraele s Hamásem v říjnu 2023 odsoudil izraelskou politiku „kolektivního trestu“ vůči Palestincům v Pásmu Gazy.
Sísího režim udržoval dobré vztahy se Spojenými státy, s arabskými státy v Perském zálivu i s Ruskem. V roce 2024 se Egypt připojil k hospodářskému uskupení BRICS.

## Vyznamenání
- řetěz Řádu krále Abd al-Azíze – Saúdská Arábie, 2014[22]
- Řád Mubáraka Velikého – Kuvajt, 2015
- řetěz Řádu cti – Súdán, 2016
- velkokříž s řetězem Řádu prince Jindřicha – Portugalsko, 21. listopadu 2016[23]
- Řád šejka Isy bin Salmana Al Khalify – Bahrajn, 2017
- velkokříž s řetězem Řádu Makaria III. – Kypr, 2017
- velkokříž Národního řádu za zásluhy – Mauritánie, 2017
- Řád Ománu, civilní divize – Omán, 2018
- velkokříž Národního řádu za zásluhy – Guinea, 2019
- velkokříž Národního řádu Pobřeží slonoviny – Pobřeží slonoviny, 2019
- Řád přátelství mezi národy – Bělorusko, 17. června 2019[24][25]
- Medaile za osvobození Kuvajtu – Kuvajt
- Medaile za osvobození Kuvajtu – Saúdská Arábie

## Fotogalerie

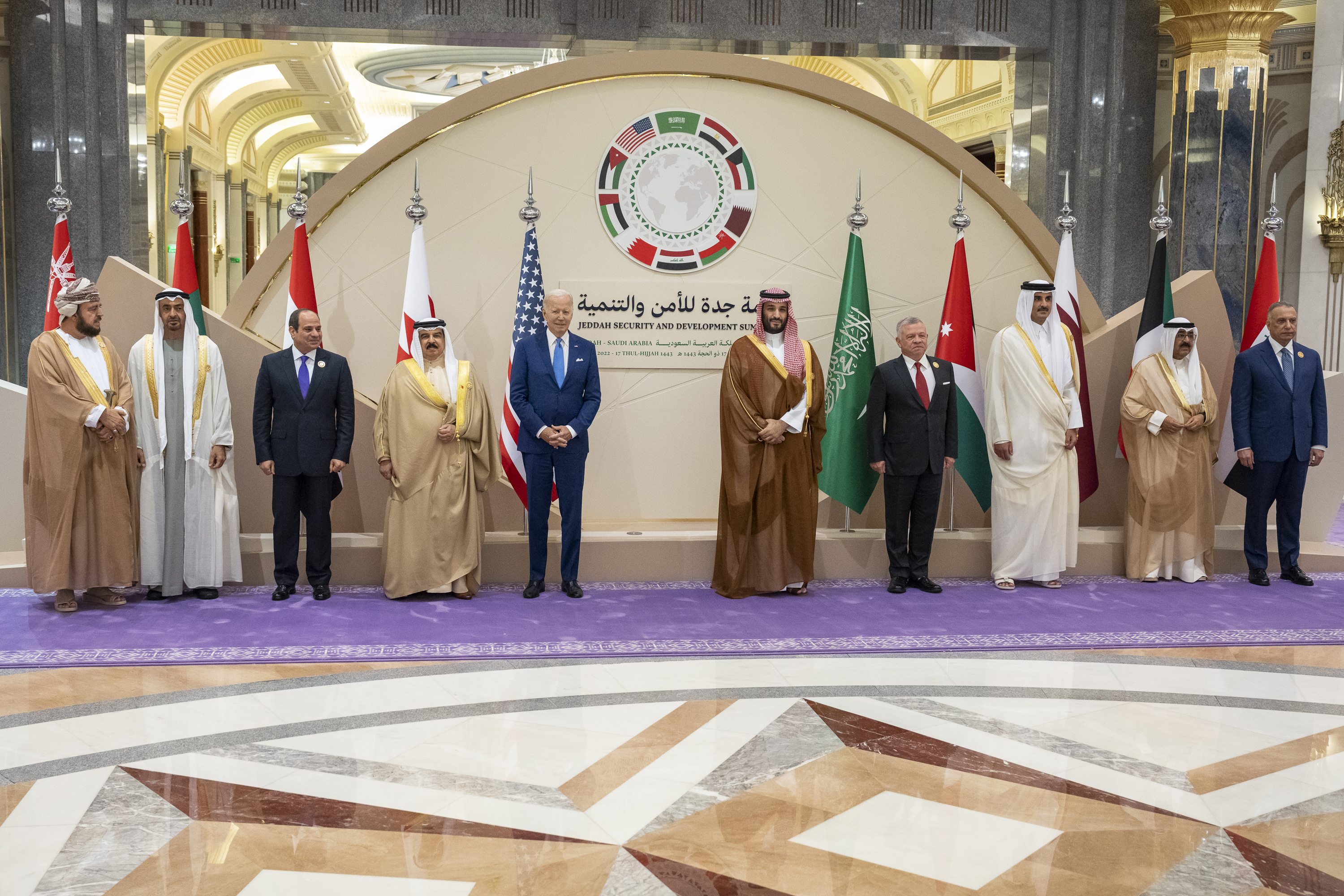
Sísí, Joe Biden, saúdský korunní princ Muhammad bin Salmán a další arabští vůdci na summitu GCC v Saúdské Arábii, 17. července 2022
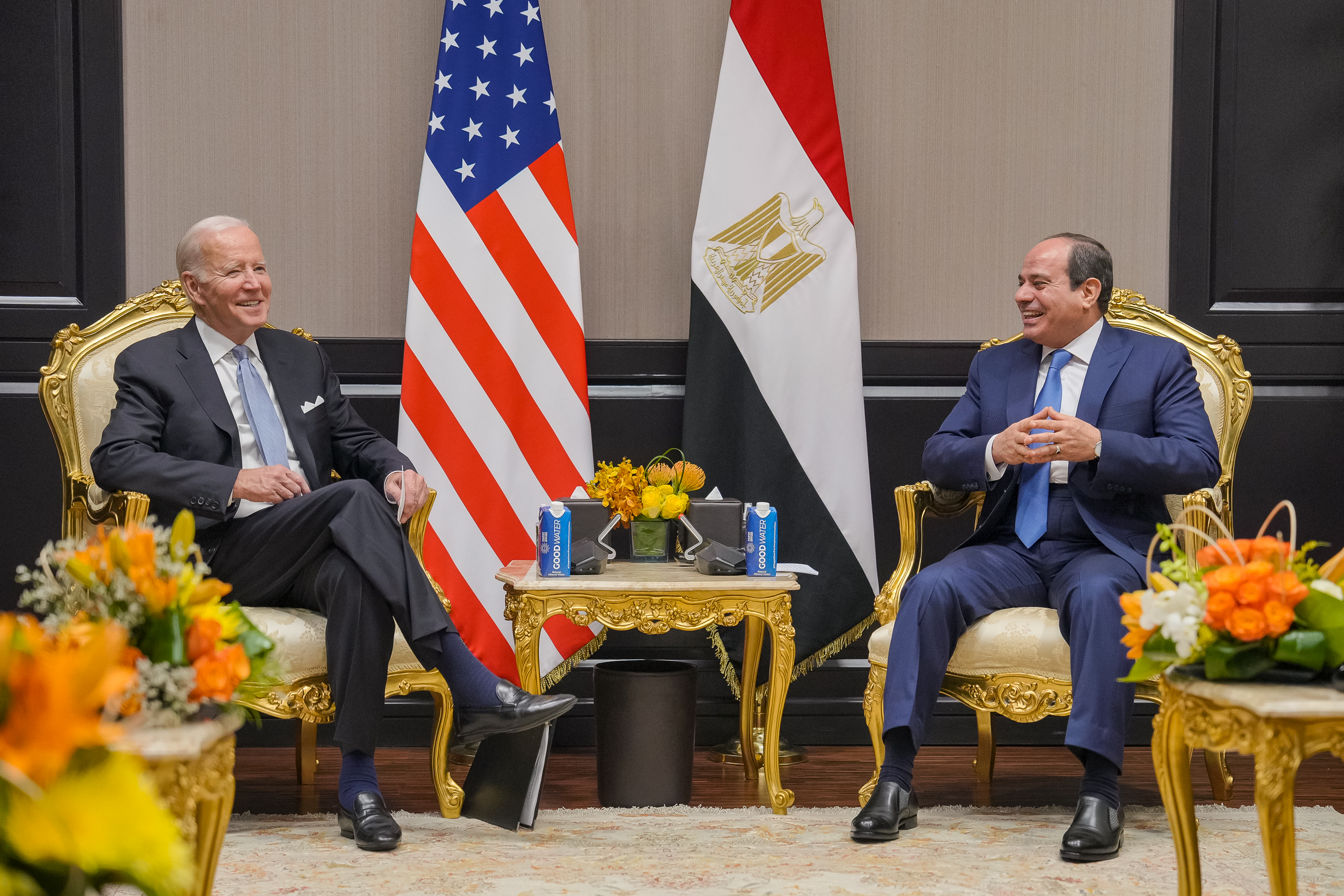
Sísí a americký prezident Joe Biden v Egyptě, 11. listopadu 2022
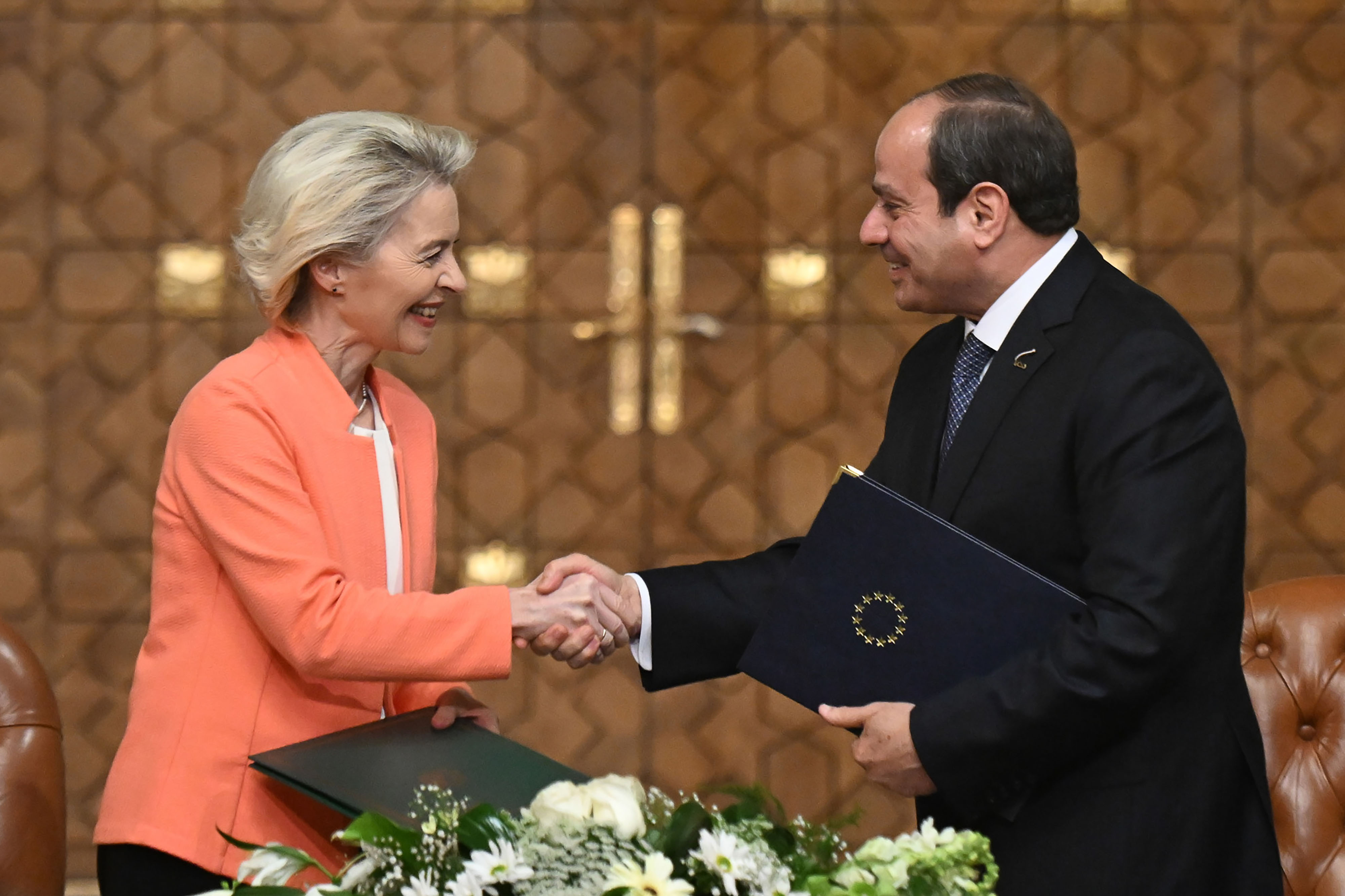
Sísí a Ursula von der Leyenová podepsali v Káhiře dohodu o strategickém partnerství mezi EU a Egyptem, 17. března 2024
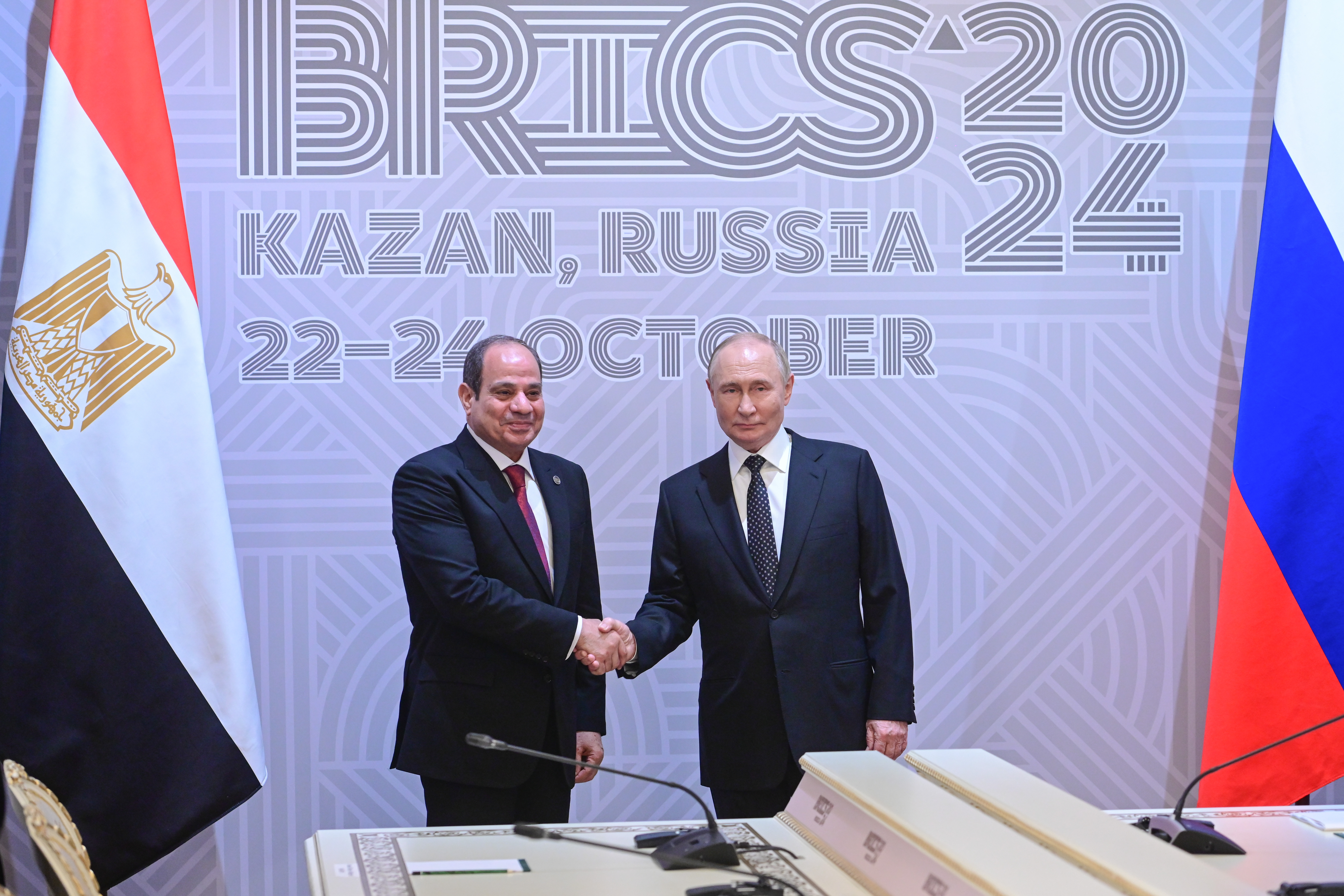
Sísí s ruským prezidentem Vladimirem Putinem na summitu BRICS v Kazani, Rusko, 22. října 2024